# Marie Pětrošová
Marie Pětrošová (4. prosince 1919, Frýdek – 14. dubna 1942, koncentrační tábor Ravensbrück) byla česká protinacistická odbojářka, známá pod přezdívkou Párátko, která za druhé světové války jako převaděčka na hranici s Polskem umožnila uniknout do zahraničí několika desítkám osob, mimo jiné budoucích letců RAF.
Byla vyučenou modistkou a živila se jako švadlena. Do odboje se zapojila díky svému otci železničáři a svému partnerovi Františku Příborskému, členovi Obrany národa.
18. srpna 1939 ji zatklo gestapo, ale pro nedostatek důkazů ji po několika týdnech propustilo. Znovu byla zatčena 27. února 1940 v šestém měsíci těhotenství na základě udání hostinské kvůli dluhu. I přes těhotenství byla brutálně mučena, avšak neprozradila nikoho ze svých spolupracovníků. Do porodu byla držena v domácím vězení, bezprostředně poté byla poslána do koncentračního tábora Ravensbrück, kde po roce a půl zemřela na zánět mozkových blan.